# Embaixada do Brasil em Ottawa
A Embaixada do Brasil em Ottawa é a principal representação diplomática brasileira no Canadá. Está localizada no número 450 da Wilbrod Street.